# ئی‌ام‌دی جی‌ای۱۸
ئی‌ام‌دی جی‌ای۱۸ (انگلیسی: EMD GA18) یک لوکوموتیو دیزلی ساخت شرکت الکترو-موتیو دیزل است.
این لوکوموتیو در سال ۱۹۶۹ میلادی ساخته شده براساس ریل ۱۰۰۰ میلی‌متر ساخته شده است.